# Gravitino

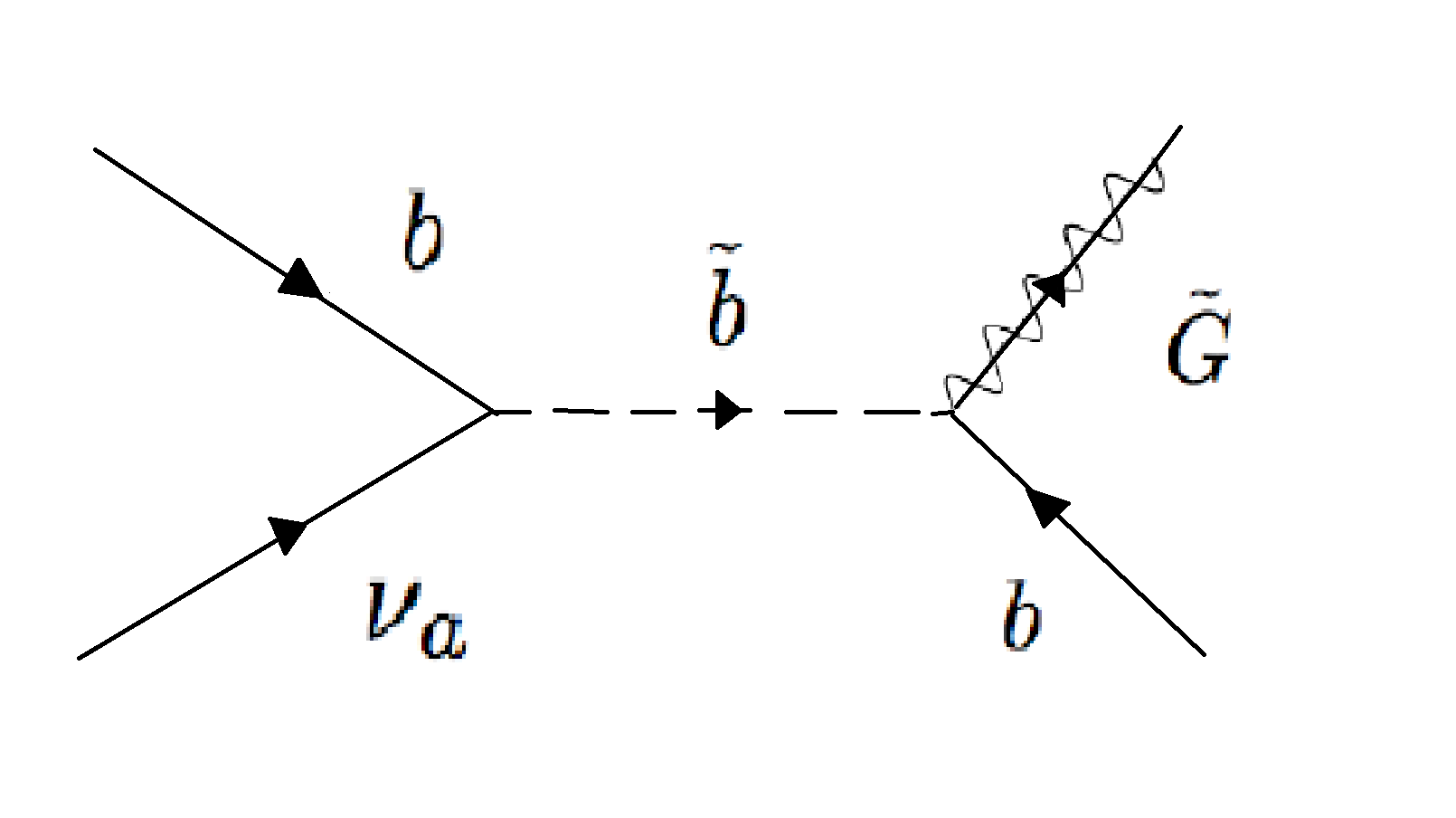
Diagrama de Feynman del proceso de difusión de gravitinos

El gravitino  es el compañero supersimétrico del gravitón, tal como se predice al combinar las teorías de relatividad general y supersimetría; por ejemplo, las teorías de supergravedad. Si existiese, es un fermión de espín 3⁄2 (con carga eléctrica 0) y por tanto obedece la ecuación de Rarita-Schwinger.
El campo del gravitino se escribe convencionalmente como ψμα con μ = 0,1,2,3 un índice de cuadrivector y α = 1,2 un índice de spinor.
Para μ = 0 se obtendrían modos normales negativos, al igual que con todas las partículas sin masa de spin 1 o mayor. Estos modos no son físicos, y para la consistencia debe existir una simetría de gauge que cancele estos modos: δψμα = ∂μεα donde εα(x) es una función spinor del espaciotiempo. Esta simetría de gauge es una transformación de supersimetría local, y la teoría que resulta es la supergravedad.
Aunque el gravitino es un fermión que media en las interacciones de supergravedad, al igual que el fotón media en el electromagnetismo, y el gravitón media presumiblemente en la gravitación. Dondequiera que se rompa la sumersimetría en las teorías de supergravedad, adquiere una masa que es directamente la escala de ruptura de la supersimetría.
Como solución propuesta al problema de ajuste fino del modelo estándar, y para permitir la gran unificación, la escala de suptura de supersimetría tiene que ser bajada hasta el rango de los TeV. Entonces la masa del gravitino tiene que ser de este orden (a menos que haya una escala intermedia de ruptura SUSY), mucho más baja que la escala de Planck, la cual es la escala natural para las interacciones gravitatorias. Esta diferencia en las escalas de energía se conoce como el problema de jerarquía.
Tanto el gravitón como el gravitino no han sido detectados experimentalmente todavía.

## Problema cosmológico del gravitino
Si el gravitino tiene en verdad una masa del orden de TeV, esto crea un problema en el modelo estándar de cosmología, al menos en esencia.
Una opción es que el gravitino es estable. Este sería el caso si el gravitino es la partícula supersimétrica más ligera y la paridad R se conserva (o casi). En este caso el gravitino es un candidato para la materia oscura; tal como que los gravitinos habrán sido creados en un universo muy joven. Sin embargo, se puede calcular la densidad de los gravitinos y resulta que es mucho más alta que la que se observa en la densidad de la materia oscura.
La otra opción es que el gravitino es inestable. Por lo tanto los gravitinos mencionados arriba decaerían y no contribuirían a la densidad observable de la materia oscura. Sin embargo, como decaen únicamente por interacciones gravitacionales, su tiempo de vida sería muy largo, del orden de Mpl2 / m3 en unidades naturales, donde Mpl es la masa de Planck y m es la masa de un gravitino. Para una masa de gravitino del orden de TeV esto sería 105 segundos, mucho después que la era de nucleosíntesis. Al menos un posible canal de decaimiento debe incluir un fotón, un leptón cargado o un mesón, cada uno de los cuales tendría suficiente energía para destruir un núcleo de un solo golpe. Se puede demostrar se crearán suficientes partículas tan energéticas después del decaimiento como para destruir casi todos los núcleos creados en la era de nucleosíntesis, lo que va en contra de las observaciones. De hecho, si se hubiese dado tal caso, el universo estaría compuesto solo por hidrógeno, y la formación de estrellas sería prácticamente imposible.
Una posible solución al problema cosmológico del gravitino es el modelo de supersimetría partida, donde la masa del gravitino es mucho más grande que la escala TeV, mas otros fermiones compañeros supersimétricos del modelo estándar aparecen a esta escala.
Otra solución es que la paridad R se viola ligeramente y el gravitino es la partícula supersimétrica más ligera. Esto provoca que casi todas las partículas supersimétricas en el universo temprano decaigan en el modelo estándar mediante paridad R violando las interacciones mucho antes de la síntesis de núcleos primordiales; una pequeña parte, sin embargo, decae en gravitinos, cuya semivida en órdenes de magnitud es más grande que la edad del Universo debido a la supresión del ratio de decaimiento por la escala de Planck y la pequeña violación de la paridad R.